# Bologna invece!
Bologna invece! è il primo album in studio di Dino Sarti, pubblicato nel 1972.

## Descrizione
Il disco annovera canzoni originali e alcune cover dei più importanti chansonnier francesi. Tutti i testi sono stati scritti in dialetto bolognese.
Nel retro copertina, Sarti ha volutamente ringraziato Gillo Pontecorvo e Mauro Bolognini, registi con i quali il cantante felsineo aveva lavorato negli anni Sessanta.
La cover venne realizzata da Luciano Minguzzi.

## Accoglienza
È stato il più grande successo commerciale dell'artista petroniano. L'album, infatti, ha venduto oltre 100 000 copie, risultando uno dei long play folkloristici italiani più comprati di sempre.

## Tracce

### Lato A
1. Bulógna tra un treno e qu'l'elter 3:10 [Bologna tra un treno e un altro]
2. La quadreglia 2:30 [La quadriglia]
3. Dim sl'è veira 1:30 [Dimmi se è vero] (Dites si c'ètait vrai)
4. Nathalie
5. No, an me c'curdarò mai (Non, je n'ai rien oublié)
6. Zèirchen un'eltra

### Lato B
1. L'era fasol
2. Tango imbezèl
3. Sulfanein e lùster
4. Vein amigh, vein (Jef)
5. Piròn al furnar
6. Per piasèir
7. I tu càr amigh